# 야쿠프 데믈

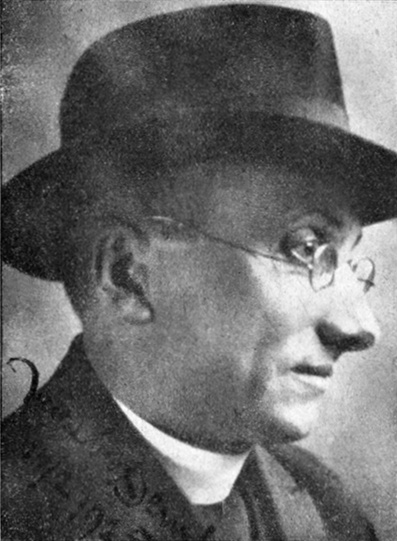
야쿠프 데믈

아쿠프 데믈 (Jakub Deml, 1878년 8월 20일 - 1961년 2월 10일)은 체코 목사이자 시인이며 작가이다.
교회 권위와의 잦은 충돌로 인해 1908년 은퇴하지만 내적으로는 교회로부터 멀어진 적이 단 한 번도 없었다. 목사직에서 물러난 후에는 문학에 전념한다. 1920년대와 1930년대의 가장 중요한 체코어 작가 중의 한 명이 된다.
1945년 그가 독일인들에게 협조했다는 이야기가 있었으나 사실이 밝혀지지는 않았다. 1948년 이후 공산주의 시절에는 그의 작품이 금지되었다.

## 작품
그의 작품은 오토카르 브르제지나 (Otokar Březina)와의 교류에서 많은 영향을 받았다. 그의 초기 작품은 가톨릭의 근대성과 연결되어 있다. 생전에 큰 평가를 받지 못하였으나 그의 작품은 현대 문학 사조들, 특히 초현실주의의 초석로 평가되고 있다.
- Notantur lumina (1907년) - 오토카르 브르제지나의 영향을 받은 시집. 2쇄는 První světla (1917년)라는 제목으로 출판된다.
- Hrad smrti - (1912년), 서사시. popisuje zde pocity úzkosti a ohrožení smrtí
- Moji přátelé (1913년) - lyrická básnická sbírka (v próze), oslovuje zde květiny, nahlíží na ně jako na osoby.
- Tanec smrti - (1914년), 서사시. popisuje zde pocity úzkosti a ohrožení smrtí
- Miriam - (1916년), milostná poezie v próze
- Solitudo - (1934년), 독일어
- Píseň vojína šílence- (1935년), 독일어
- Verše české 1907-1938 -(1938년), jedná se o výbor veršů ze Šlépějí

### 시
- Šlépeje - (1917년-1941년), jedná se o cyklus mnoha sborníčků (26), ve kterých vydal většinu své prózy. Obsahují především autorovy deníky.
- Mé svědectví o O. Březinovi - pravděpodobně nikdy nepochopil dílo Březiny, ačkoli je uznával.